# Kanaka Majalu, Sulya
Kanaka Majalu là một làng thuộc tehsil Sulya, huyện Dakshin kannad, bang Karnataka, Ấn Độ.